# Om!
Om! är ett studioalbum från 1990 av Niklas Strömstedt, samt namnet på en av låtarna från albumet. På albumlistorna placerade det sig som högst på första plats i Sverige och 18:e plats i Norge.

## Låtlista

### Sida A
1. "En väg till mitt hjärta" - 3:41
2. "Runt runt runt" - 4:13
3. "Flickor talar om kärleken (män dom gör just ingenting alls)" - 3:50
4. "Vänta på en vän" - 3:42
5. "Vart du än går" - 3:59
6. "Så snurrar din jord" - 3:59

### Sida B
1. "Modiga män" - 4:20
2. "Om" - 4:07
3. "Som om hon inte fanns" - 4:30
4. "Mannen i ditt liv" - 4:19
5. "Någon tycker om dej" - 4:37
6. "Stanna kvar" - 3:41

## Medverkande
- Niklas Strömstedt – klaviatur, gitarr, sång, sångtexter, musik
- Per Lindvall – trummor
- Henrik Janson –  vlc, gitarr
- Jonas Isacsson – gitarr, mandolin med mera

## Listplaceringar
| Lista (1990–1991) | Topplacering |
| ----------------- | ------------ |
| Norge             | 18           |
| Sverige           | 1            |